# Dianeura
Dianeura is een geslacht van vlinders van de familie Himantopteridae.

## Soorten
- D. goochii Butler, 1888
- D. jacksoni Butler, 1888